# نوراد كوماريتاشفيلي
نوراد كوماريتاشفيلي (و. 1988 – 2010 م) هو متسابق على الجليد بزحافة  جورجي، ولد في بورجومي، شارك في الألعاب الأولمبية الشتوية 2010، وكأس العالم للزحف الثلجي 2008–09 ‏، وكأس العالم للزحف الثلجي 2009–10 ‏، توفي في ويستلر، كولومبيا البريطانية، عن عمر يناهز 22 عاماً، بسبب الصدمة الرضية الحادة.

## التعليم
تعلم في Georgian Technical University ‏، في تخصص اقتصاد، وتحصل منها على بكالوريوس
.